# Медьма (Поломське сільське поселення)
Медьма́ (рос. Медьма) — присілок в Кезькому районі Удмуртії, Росія.
Населення — 7 осіб (2010; 18 в 2002).
Національний склад станом на 2002 рік:
- удмурти — 83 %

Урбаноніми:
- вулиці — Дорожня